# Chłopcy malowani
Chłopcy malowani (ang. The Brylcreem Boys) – film, którego reżyserem i współscenarzystą był Terence Ryan (jego debiut fabularny). Akcja filmu rozgrywa się w roku 1941 w Irlandii.

## Tło historyczne
Trwa II wojna światowa. Irlandia jest krajem neutralnym, ale w każdej chwili ta neutralność może być zagrożona. Rząd Éamona de Valery musi więc prowadzić bardzo zręczną politykę. Do Irlandii trafiają żołnierze walczący po obu stronach frontu (zwykle są to piloci lub marynarze). Zostają oni internowani w Curragh koło Naas. Obóz był wprawdzie podzielony na część niemiecką i aliancką, ale części te oddzielała jedynie siatka. Ponadto internowani mieli prawo wychodzić na przepustki, a wtedy kontakt niedawnych wrogów był właściwie nieuchronny.

## Opis fabuły
Pilot kanadyjski – Miles Keogh (Bill Campbell) zostaje zestrzelony. Udaje mu się bezpiecznie katapultować. Trafia w teren wiejski, który bierze za Francję, tym bardziej, że spotkana po drodze dziewczyna Mattie Guerin (Jean Butler) na zadane po francusku pytanie odpowiada w tymże języku. Wkrótce jednak Miles przekonuje się, że znalazł się w Irlandii. W pubie spotyka swoich towarzyszy broni, którzy również zostali zestrzeleni. Wkrótce zostaje wraz z nimi aresztowany i przewieziony do obozu Curragh. Jak wyraził się jeden z wcześniej tam osadzonych z obozu łatwo było wyjść, ale trudno uciec. Internowani mogli bowiem wychodzić na przepustki, ale gdyby postanowili z takiej przepustki nie wrócić i przedostać się do Wielkiej Brytanii (co technicznie było rzeczą prostą) – władze brytyjskie, zgodnie z wcześniejszą umową zobowiązane były odesłać takiego uciekiniera z powrotem do Irlandii. Nie miały takiego obowiązku w przypadku gdyby ktoś uciekł pokonując istniejące zabezpieczenia, ale taka ucieczka wiązała się z oczywistym ryzykiem.
Oprócz aliantów w obozie znajdowali się też Niemcy, między innymi pilot, który zestrzelił Milesa – Rudolph von Stegenbek (Angus MacFadyen). Z uwagi na doznane w walce uszkodzenia samolotu musiał on bowiem przymusowo lądować.
W trakcie jednej z przepustek Miles ponownie spotyka poznaną już dziewczynę – Mattie Guerin. Miles zakochuje się w niej, okazuje się jednak, że ma rywala, którym jest właśnie Rudolph von Stegenbek. Mattie nie za bardzo może się zdecydować, którego z mężczyzn bardziej kocha. Charakterystyczne jest, że dawni wrogowie i obecni rywale są jednak w stanie pomagać sobie nawzajem.